# Lance Guest

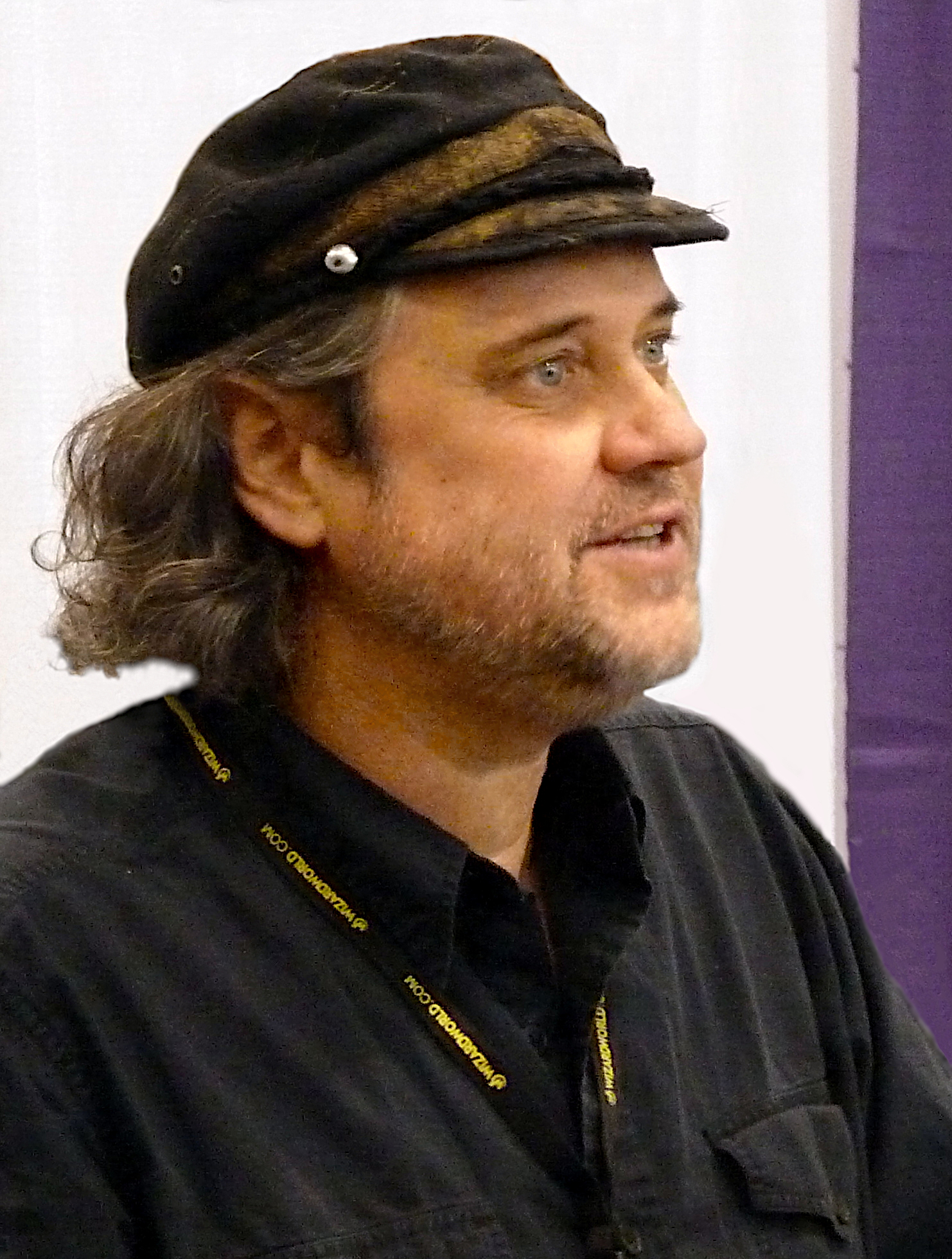
Guest nel 2012

Lance Guest (Saratoga, 21 luglio 1960) è un attore statunitense.

## Biografia
Interprete teatrale e cinematografico, il suo ruolo più importante è quello di Alex Rogan, protagonista di Giochi stellari. È anche protagonista del quarto capitolo della saga de Lo squalo, intitolato Lo squalo 4 - La vendetta. Ha interpretato Jimmy Lloyd in  Halloween II - Il signore della morte del 1981.
Numerosi i suoi ruoli in diverse fiction quali X-Files, NYPD e Jericho.
Interpreta Johnny Cash nel musical Million Dollar Quartet a Broadway.

## Filmografia parziale

### Cinema
- Halloween II - Il signore della morte (Halloween II), regia di Rick Rosenthal (1981)
- Quel giardino di aranci fatti in casa (I Ought to Be in Pictures), regia di Herbert Ross (1982)
- Giochi stellari (The Last Starfighter), regia di Nick Castle (1984)
- Così come eravamo (Just the Way You Are), regia di Édouard Molinaro (1984)
- Lo squalo 4 - La vendetta (Jaws: The Revenge), regia di Joseph Sargent (1987)

### Televisione
- X-Files (The X-Files) - serie TV, episodio 2x18 (1994)
- Becker - serie TV, episodio 1x18 (1999)
- Alieni in famiglia (Stepsister from Planet Weird), regia di Steve Boyum – film TV (2000)
- Uno scimpanzé di... famiglia (The Jennie Project), regia di Gary Nadeau – film TV (2001)
- Dr. House - Medical Division (House, M.D.) – serie TV, episodio 2x16 (2006)

## Doppiatori italiani
Nelle versioni in italiano delle opere in cui ha recitato, Lance Guest è stato doppiato da:
- Luca Dal Fabbro in Halloween II - Il signore della morte
- Teo Bellia in Giochi stellari
- Antonio Sanna in Lo squalo 4 - La vendetta
- Pasquale Anselmo in X-Files
- Enzo Avolio in Dr. House - Medical Division